# Salgótarján
Salgótarján là một thành phố thuộc hạt Nógrád, Hungary. Thành phố này có diện tích 100,84 km², dân số năm 2010 là 37632 người, mật độ 373 người/km².